# Polymixis boursini
Polymixis boursini là một loài bướm đêm trong họ Noctuidae.